# Léon Ritzen
Pour les articles homonymes, voir Ritzen.
Léon Ritzen, né le 17 janvier 1939 à Genk et mort le 12 janvier 2018 à Bilzen, est un footballeur belge, qui évoluait comme attaquant,.
Attaquant formé et révélé dans le club de sa ville natale, le KSV Waterschei Thor, il évolue ensuite au Racing White et au Beerschot. Il joue la finale de la Coupe de Belgique 1968, perdue aux tirs au but contre le FC Bruges (1-1, tab : 7-6), alors qu'il avait marqué le but du Beerschot. Il rejoint le KFC Diest en 1969, et prend sa retraite sportive après deux saisons.
Il joue six fois avec les Diables Rouges en 1960, 1962 et 1968.